# Khaba
Khaba (... – 2650 a.C.) è stato un faraone appartenente alla III dinastia egizia.

## Biografia

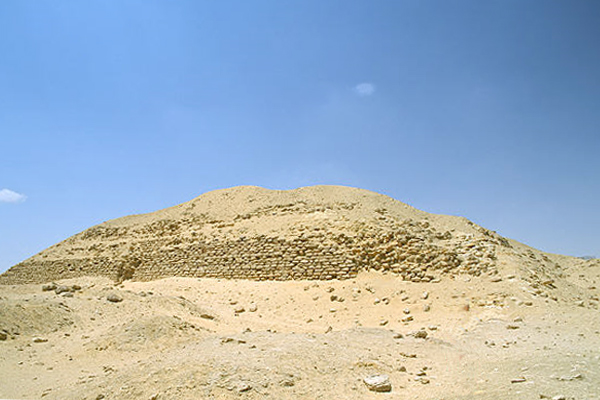
Rovine della "piramide a strati"

Nella posizione che dovrebbe essere occupata da questo sovrano sia la lista Abido sia il Canone Reale riportano i termini hudjefa e sedjes che hanno il significato di lacuna. È quindi possibile che le stesse fonti su cui sono basati questi documenti del Nuovo Regno fossero incomplete o che alcuni nomi fossero stati cancellati.
Se la posizione nella sequenza è corretta i nomi mancanti dovrebbero corrispondere a Horo Khaba, nome attestato da reperti archeologici, che dovrebbe anche corrispondere a Mesochris nella lista di Manetone.

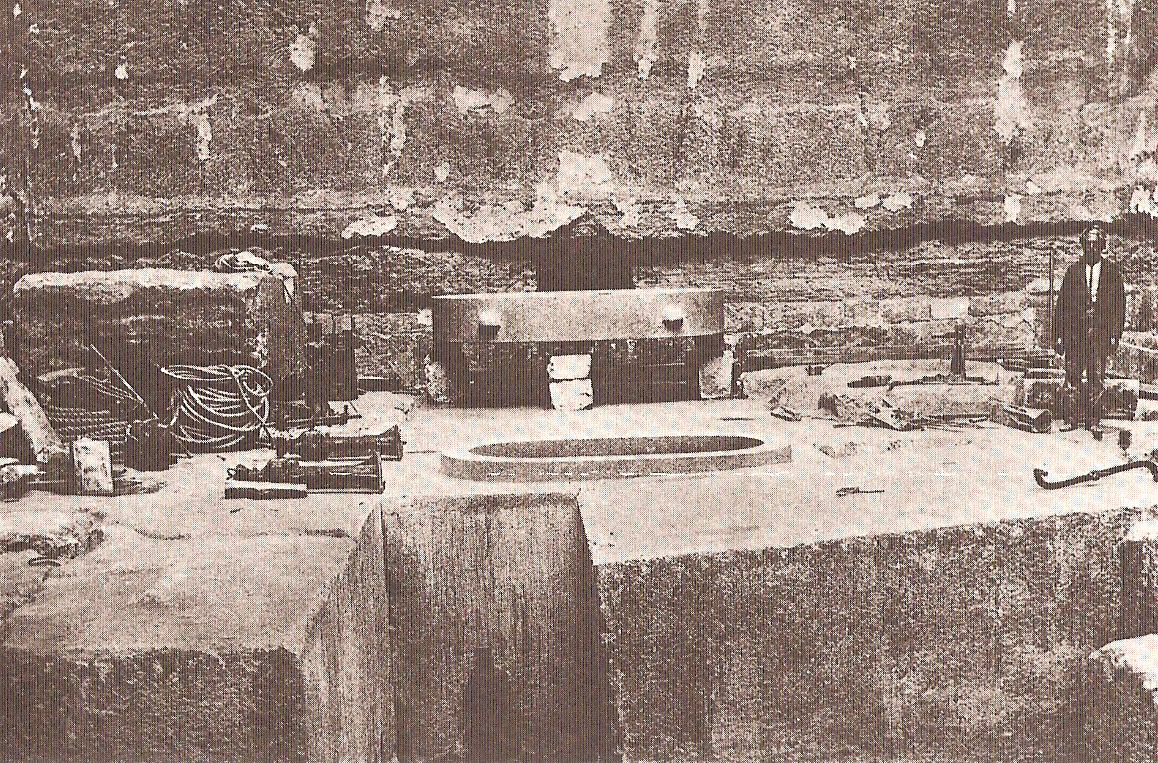
Sarcofago ovale nella "piramide a strati"

Il nome di Khaba compare su alcuni frammenti di vasellame provenienti da una tomba leggermente a nord di quella conosciuta come piramide a strati a Zawyet el-Aryan. Questa struttura, mai completata, potrebbe essere stata iniziata appunto da questo sovrano e abbandonata alla sua morte.
Se queste ipotesi sono corrette allora è ben difficile accettare, per questo sovrano, un regno di 19 anni come risulterebbe dalla lista di Manetone (il Canone Reale gliene attribuisce solamente 6).

## Liste Reali
| O34 | I10 | s |

| O34 | I10 | s |

| O34 | I10 | s |

| O34 | I10 | s |

| O34 | I10 | s |

| O34 | I10 | s |

| O34 | I10 | s |

| O34 | I10 | s |

|              | \| \| \| non presente \| \| \| |
|              |                                |
| non presente |                                |
|              |                                |

|              |
| non presente |
|              |

| G41 · G37 | G7 |

| G41 · G37 | G7 |

| G41 · G37 | G7 |

| G41 · G37 | G7 |

| G41 · G37 | G7 |

| G41 · G37 | G7 |

| G41 · G37 | G7 |

| G41 · G37 | G7 |

## Titolatura
| G5 |

| G5 |

| N28 | G29 |

| N28 | G29 |

| N28 | G29 |

| N28 | G29 |

| N28 | G29 |

| N28 | G29 |

| N28 | G29 |

| N28 | G29 |

| G16 |

| G16 |

|  |

| G8 |

| G8 |

|  |

| M23 · X1 | L2 · X1 |

| M23 · X1 | L2 · X1 |

| O34 | I10 | s |

| O34 | I10 | s |

| O34 | I10 | s |

| O34 | I10 | s |

| O34 | I10 | s |

| O34 | I10 | s |

| O34 | I10 | s |

| O34 | I10 | s |

| G39 | N5 |

| G39 | N5 |

|                   | \| \| \| Non ancora in uso \| \| \| |
|                   |                                     |
| Non ancora in uso |                                     |
|                   |                                     |

|                   |
| Non ancora in uso |
|                   |

## Altre datazioni
| Autore        | Anni di regno         |
| ------------- | --------------------- |
| von Beckerath | 2638 a.C. - 2614 a.C. |
| Malek         | 2603-2597 a.C.        |